# إدوار الهاشم
إدوار الهاشم (5 مايو 1933 - 3 أبريل 2021) ممثل لبناني.

## حياته
ولد في 5 أيار من العام 1933،  نشأ في العاقورة، عمل في المديرية العامة للطيران المدني كاتبًا بعمر 19 سنة، ودرس  في معهد ليلي ونال شهادة المحاسبة والمراسلة التجارية في اللغتين العربية والإنكليزية، ونال شهادة عليا بواسطة المراسلة من أحد معاهد لندن، بعدها درس الإدارة العامة في الجامعة الأميركية، أول عمل تلفزيوني كان مسرحية «الأم»، عام 1960، من إخراج عصام حموي، أما في السينما قكانت مشاركته الأولى في فيلم «الانفجار» عام 1982، أما أول مسرحية فكانت «صف المحامين»، وفي الدوبلاج فأول دبلجة كانت المسلسلال كرتوني «السنافر».
قدم آخر عمل تلفزيوني فكان «فرصة عيد»، وفي المسرح مسرحية «يوسف بك كرم» عام 1996، أما في السينما فكانت مشاركتة الأخيرة في فيلم إيراني عن حرب تموز وكان عام 2007.

## أعماله

### من الأفلام
- أرض الطف، 2007
- شال الربيع، 1985
- المجازف، 1983
- المخطوف، 1983
- الانفجار، 1982
- موعد مع الحب، 1982

### المسلسلات
- ثواني 2019
- أصحاب تلاتي 2018
- البيت الأبيض 2018
- العاصي - البيت الأبيض ج2 2018
- أضواء وهمية 2017
- كاراميل 2017
- ورد جوري 2017
- وين كنتي ج2
- زوجتي أنا ج1 2016
- سوا2016
- متل القمر 2016
- وين كنتي ج1 2016
- خترب الحي 2014
- حبيب ميرا 2013
- تقريبا قصة حب: ورتة خالي 2012
- لولا الحب 2012
- الحب الممنوع 2010
- سارة 2009
- بين بيروت ودبي 2008
- عصر الحريم 2008

### برنامج
الحكم لكم

### رسوم متحركة
شاطر وماكر

## وفاته
توفي إدوارد الهاشم في 3 أبريل 2021 عن عمر ناهز 88 عاماً، بعد معاناة طويلة مع مرض السرطان دامت عدة سنوات.